# ساباتینو موسکاتی

تصویری از ساباتینو موسکاتی

ساباتینو موسکاتی (به ایتالیایی: Sabatino Moscati) (متولد رم، ۲۴ نوامبر ۱۹۲۲ – متوفی رم، ۸ سپتامبر ۱۹۹۷) باستان‌شناس، مورخ و خاورشناس ایتالیایی بود.

## زندگی‌نامه
در طول دوران حرفه‌ای چشمگیر خود، که سرشار از مشارکت‌های مهم در تاریخ اسلام و سپس فنیقی‌ها (با تمرکز ویژه بر تجربه کارتاژ) بود، موسکاتی چندین سمت مهم را بر عهده داشت. از جمله این سمت‌ها می‌توان به تدریس در دانشگاه "لا ساپینزا" و "تور ورگاتا" (از دهه ۱۹۸۰)، معاونت طولانی‌مدت موسسه شرق، ریاست موسسه خاور میانه و خاور دور (۱۹۷۸-۱۹۷۹)، ریاست فرهنگستان ملی لینچئی (تا ژوئن ۱۹۹۷)، مدیریت دانشنامه باستان‌شناسی در موسسه دانشنامه ایتالیا، و بنیانگذاری مجله Archeo (۱۹۸۵) اشاره کرد.
در سال ۱۹۶۹، او مرکز مطالعات تمدن فنیقی و پونیک CNR را تأسیس کرد (که از ۱۹۹۳ تا ۲۰۰۲ به موسسه تمدن فنیقی و پونیک و سپس به موسسه مطالعات تمدن‌های ایتالیایی و مدیترانه باستان تغییر نام داد و امروزه در موسسه مطالعات مدیترانه باستان ادغام شده است)، که پیش از این به موسسه مطالعات خاور نزدیک ساپینزا وابسته بود.
او از اصلی‌ترین مروجان مجموعه نمایشگاه‌های باستان‌شناسی پالازو گراسی در ونیز بود، که از میان آن‌ها نمایشگاه فنیقی‌ها در سال ۱۹۸۸ (۷۵۰,۰۰۰ بازدیدکننده) به ویژه برجسته است. سهم مهم او در ترویج علم با مشارکتش در برنامه تلویزیونی "تقویم روز بعد" نیز مشهود بود، که در آن ستون "سنگ‌ها روایت می‌کنند" را تهیه و ارائه می‌کرد، و همچنین با مدیریت ماهنامه Archeo، که توسط انتشارات De Agostini منتشر می‌شد و موسکاتی از سال ۱۹۸۴ (سال تأسیس نشریه) تا زمان مرگش آن را اداره می‌کرد.
در حال حاضر، فرهنگستان ملی لینچئی "جایزه موسکاتی" را برای مطالعات تمدن‌های مدیترانه بنیانگذاری کرده است.
دخترش، پائولا موسکاتی، نیز یک باستان‌شناس حرفه‌ای و متخصص در باستان‌شناسی محاسباتی است.

## آثار
- “Studi su Abū Muslim” I-III, in: Rendiconti dell'Accademia Nazionale dei Lincei, Roma, 1949, pp. 323–335 e 474-495; 1950, pp. 89–105.
- Le antiche civiltà semitiche, Editori Laterza, Bari 1958
- I Fenici e Cartagine, UTET, Torino 1972
- I Fenici, Bompiani, Milano, ristampa 1988
- Italia archeologica, De Agostini, Novara 1973
- L'alba della civiltà, UTET, Torino 1976
- Antichi imperi d'Oriente, Newton & Compton, Roma 1979
- Civiltà del mistero. Popoli che non scrissero e messaggi mai interpretati, Newton & Compton, Roma 1979
- Nuove passeggiate romane, Newton & Compton, Roma 1980
- La via del sole. Avventure archeologiche tra Oriente e Occidente, Newton & Compton, Roma 1981
- Cartaginesi, Jaca Book, Milano 1982
- Gli Italici: l'arte, Jaca Book, Milano 1983
- Nuove passeggiate laziali, Newton & Compton, Roma 1983
- L' Italia punica, Rusconi, Milano 1986
- L'ancora d'argento, Jaca Book, Milano 1989
- Passeggiate nel tempo. L'archeologia oggi tra avventura e scoperte, De Agostini, Novara 1990
- Sulle vie del passato. Cinquant'anni di studi, incontri, scoperte, Jaca Book, Milano 1990
- Gli adoratori di Moloch. Indagine su un celebre rito cartaginese, Jaca Book, Milano 1992
- Dove va l'archeologia, Società Editrice Internazionale, Torino 1995
- Così nacque l'Italia. Profili di antichi popoli riscoperti, Società Editrice Internazionale, Torino 1997
- L'arte della Sicilia punica, Jaca Book, Milano 1998
- L'arte degli Italici, Jaca Book, Milano 1999
- Storia degli italiani dalle origini all'età di Augusto, Bardi Editore, Roma 1999[۱]